# Audaces
Audaces é uma empresa multinacional brasileira especializada no desenvolvimento de tecnologias para a indústria da moda.
Os produtos de hardware mais conhecidos da empresa incluem a máquina de corte Audaces Neocut Bravo, a enfestadeira automática Audaces Linea, a plotter de risco Audaces Jet Lux e o quadro digitalizador de moldes Aparelho Audaces Digiflash.
Além disso, a marca também oferece a multissolução Audaces360, que abrange softwares de criação, como o Audaces Fashion Studio e o Audaces Idea; de modelagem, como o Audaces Moldes e o Audaces Encaixe; e de gestão de coleção, como o Fashion PLM Audaces Isa.
Recentemente, a Audaces adquiriu a empresa Sizebay, expandindo seus negócios com soluções como provador virtual, recomendação de tamanhos e combinação de looks para e-commerces de moda. 

## História

### Fundação e primeiros passos
A Audaces foi fundada em 1992 por Claudio Roberto Grando e Ricardo Cunha, ambos formados em Ciência da Computação pela Universidade Federal de Santa Catarina (UFSC).
Inicialmente, eles desenvolveram um software para otimizar o corte de chapas de madeira, direcionado à indústria moveleira. Em seguida, perceberam que muitos dos desafios enfrentados nesse setor eram semelhantes aos problemas ocorridos nas confecções de moda. Dessa forma, nasceu uma solução intuitiva que revolucionaria o setor fashion tanto no Brasil quanto internacionalmente.
O nome Audaces deriva da palavra “audácia”, principal valor compartilhado pela empresa.

### Início da expansão internacional
Durante a década de 2000, a empresa expandiu sua atuação internacionalmente, consolidando-se como referência na América Latina e na Europa.
Em 2017, a empresa investiu em uma sede em Rovereto, na Itália, após um estudo de viabilidade econômica. O objetivo foi fortalecer sua atuação no mercado europeu e desenvolver parcerias estratégicas com grandes marcas do setor têxtil e de vestuário.
Além disso, a Audaces passou a participar como expositora em feiras internacionais para a indústria da moda, como Colombiatex, DTG Bangladesh, Emitex, Intermoda, Samab e Texprocess.

### Aquisição e novos investimentos
Em 2022, a Audaces celebrou 30 anos de atuação no mercado, consolidando-se como um dos principais players globais em tecnologia para a moda.
A empresa anunciou um investimento de R$ 1 bilhão até 2030 para expandir suas operações e reforçar seu posicionamento no setor. O investimento inclui desenvolvimento de novas tecnologias, expansão da infraestrutura e aumento da presença internacional.
Em 2024, a Audaces adquiriu a Sizebay, empresa especializada em tecnologia de recomendação de tamanhos para e-commerce. A aquisição faz parte da estratégia da empresa para ampliar seu portfólio de soluções digitais e reforçar sua atuação global.

### Mudança na presidência
Ainda em 2024, a Audaces passou por uma transição na sua liderança executiva. Claudio Roberto Grando, um dos fundadores da empresa, passou o cargo de CEO Américas para Matheus Diogo Fagundes. Paralelo a isso, Magner Steffens assume como CEO para os mercados da Europa, Ásia e África.
Essa mudança faz parte da estratégia de modernização e expansão da empresa, com foco na transformação digital e na Indústria 4.0.
Claudio Grando e Ricardo Cunha, co-fundador, seguem como membros do conselho estratégico, contribuindo para o direcionamento da empresa no cenário global.

## Produtos e soluções
A Audaces desenvolve softwares e equipamentos para confecções de moda. As principais soluções oferecidas são:

### Softwares
- Audaces360: Plataforma que integra soluções de desenho, modelagem e produção.[5]
  - Audaces Isa – Sistema para gerenciamento de coleções.
  - Audaces Fashion Studio – Software para criação de roupas em 3D.
  - Audaces Idea – Programa para desenhos técnicos, fichas técnicas e cálculo de pré-custo.
  - Audaces Digiflash – Sistema para digitalização de moldes físicos.
  - Audaces Moldes – Programa para criação de modelagem digital.
  - Audaces Encaixe – Software para otimização do aproveitamento de tecidos.

- Size & Fit: Tecnologia de provador virtual para e-commerces de moda.

- Fashion Hub: Ecossistema para recomendação de tamanhos personalizados e combinação de looks.

### Equipamentos
- Sala de Corte 4.0: Conjunto de soluções para automação do corte têxtil.
  - Audaces Neocut Bravo – Máquina para corte automático de tecidos.
  - Audaces Neocut Fit – Equipamento para corte com melhor custo-benefício.
  - Audaces Linea – Enfestadeira automática para produção em escala.
  - Audaces Easy – Enfestadeira compacta para confecções de pequeno e médio porte.
  - Audaces Pratica – Mesa para enfesto de tecidos.
  - Audaces ICF – Sistema para gerenciamento da sala de corte.

- Plotter Audaces Jet Lux: Impressora para moldes e riscos de maior porte.

- Plotter Audaces Essence: Impressora de risco ideal para confecções iniciantes.

- Aparelho Audaces Digiflash: Quadro de digitalização de moldes físicos.

### Adicionais
- Audaces Sofia: Inteligência artificial aplicada à criação de moda.

- Audaces 3D: Simulação tridimensional de protótipos virtuais.

- Audaces Supera Max: Gerenciamento de filas de encaixe automático.

- Integração com ERPs: Conectividade com sistemas de gestão empresarial.

## Prêmios e reconhecimento
A Audaces foi premiada por sua inovação no setor têxtil, recebendo reconhecimentos significativos, como:
- Destaque como uma das 10 maiores inovações do Brasil na VII Conferência da Anpei[6]
- Innovation Award, IMB – Alemanha[7]
- Finalista no MAKE Award Brasil[7]
- Prêmio FINEP de Inovação 2009, etapa Região Sul, na categoria média empresa[8][9]

Esses prêmios refletem a intenção da Audaces em promover a evolução tecnológica e sustentável no mercado têxtil.